# Breda 37/54
La Breda 37/54 era un cannone-mitragliera contraerea prodotta dall'italiana Breda, impiegata dalla Regia Marina e dalla Milizia per la difesa antiaerea territoriale (MDICAT) durante la seconda guerra mondiale su vari tipi di impianti ed affusti.

## Storia
L'arma 37/54 è in calibro 37 mm, mentre il numero 54 indica la lunghezza della canna, corrispondente a 54 volte il calibro. Fu sviluppata all'inizio degli anni trenta dall'azienda armiera Breda come arma automatica da difesa antiaerea navale e terrestre. Nonostante alcune complicazioni meccaniche, si dimostrò un'arma a corto raggio efficace e venne acquisita dalla Regia Marina nel 1934 su impianto binato Mod. 1932. Successivamente fu realizzato una versione alleggerita e semplificata dello stesso impianto, il Mod. 1938. La stessa bocca da fuoco venne installata su un affusto singolo terrestre da postazione fissa, realizzato per le legioni della Milizia per la difesa antiaerea territoriale (MDICAT), branca della MVSN deputata alla difesa aerea. A causa degli eventi bellici non entrò in produzione la prevista versione Mod. 41 campale trainabile.

## Tecnica
Il funzionamento è a presa di gas, raffreddata ad aria o ad acqua a seconda dell'affusto, con canna fissa ed otturatore formato da un blocco di chiusura e da una massa battente. L'arma spara ad otturatore aperto. Il cilindro di espansione dei gas, il cui ugello è posto ad un terzo della lunghezza della canna, contiene il pistone, collegato dall'asta alla massa battente dell'otturatore. L'alimentazione avviene superiormente tramite piastrine da 6 colpi; il bossolo vuoto viene riposizionato dall'estrattore nella piastrina. Il sistema di puntamento era manuale con griglia ellittica. La batteria poteva essere asservita ad un'apposita versione della centrale di tiro Mod. 1940 "Gamma".
L'arma pronta al fuoco ha l'otturatore arretrato, bloccato dalla leva d'arresto collegata al meccanismo di sparo. Allo sparo l'otturatore viene sbloccato e viene spinto in avanti dalla sua molla, sfila una cartuccia e la inserisce nella culatta. La massa battente prosegue la sua corsa contro il blocco dell'otturatore, obbligandolo con i suoi piani inclinati a sollevarsi e ad impegnare con un risalto un apposito recesso sulla parte superiore del castello. Con la culatta così chiusa, alla fine della sua corsa la massa battente urta la testa del percussore, innescando l'esplosione della carica. I gas spillati dalla canna nel cilindro, fanno arretrare il pistone, la cui asta spinge indietro la massa battente, liberando il blocco ed aprendo culatta. Arretrando ulteriormente, l'estrattore dell'otturatore estrae il bossolo spento. A questo punto il ciclo ricomincia.

## Impianti e affusti

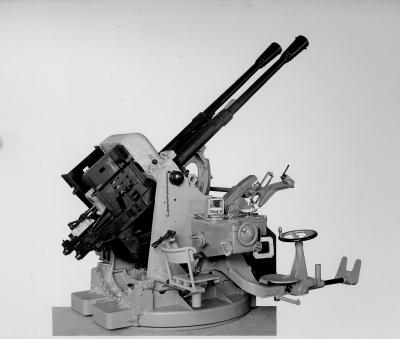
Impianto Mod. 1938

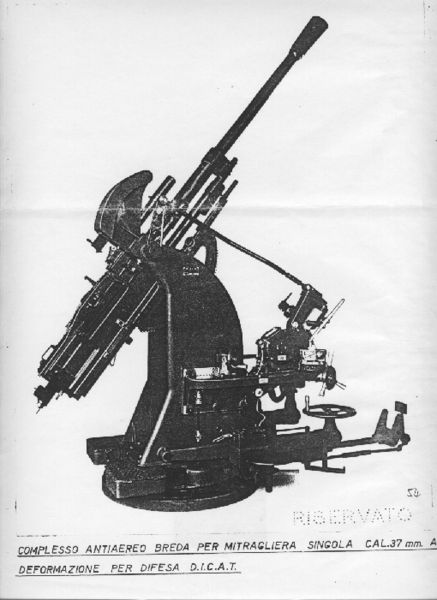
Impianto Mod. 1939 per DICAT con puntatore singolo da un manuale ufficiale

- Mod. 1932[1]: era un impianto binato navale, brandeggiabile su 360°, sistema di raffreddamento ad acqua, manovrato da due cannonieri. Era presente un sistema di stabilizzazione del rollio fino a 10°. Il peso del complesso era di circa 5 tonnellate. Costituì l'armamento contraereo standard delle unità navali italiane durante la seconda guerra mondiale. La configurazione ad affusto rigido, senza sistemi di assorbimento del rinculo, comportava importanti sforzi di rinculo, che richiedevano sotto-strutture robuste e rendeva il tiro impreciso.
- Mod. 1938[2]: molto simile al Mod. 1932, questo impianto binato navale era privo di sistema di stabilizzazione ed era raffreddato ad aria. Queste modifiche riducevano il peso a 4.300 kg.
- Mod. 1939[3]: era un impianto singolo con affusto a piedistallo a brandeggio totale, con freno di sparo, raffreddato ad aria, pesante 1.419 kg. Venne realizzato in tre versioni: due navali ed una terrestre. Le versioni navali erano rispettivamente a due puntatori e con puntatore singolo, posizionato su un seggiolino davanti all'affusto, sotto alla canna. Quest'ultima versione poteva essere montata su installazione a scomparsa, con l'impianto che, con la canna alla massima elevazione, veniva calato in un boccaporto corazzato. La versione terrestre, in dotazione alla MDICAT, erano leggermente modificati, con alcune migliorie al sistema di puntamento e venivano impiegati in installazione fissa, eventualmente asservita ad una Centrale di tiro Mod. 1940 "Gamma".
- Mod. 1941: era un impianto singolo campale, trainabile, progettato per il Regio Esercito ma mai realizzato a causa della scarsità di materie prime e dell'andamento della guerra.